# Кубок регіонів УАФ
Кубок регіонів УАФ — національне кубкове змагання в Україні для аматорських команд усіх регіонів. До 2021 року був відомий як Кубок регіонів ФФУ. Змагання вперше було розіграно в сезоні 2015 року, а переможець отримав право на участь у Кубку регіонів УЄФА, який є аналогічним континентальним змаганням.
До 2015 року до Кубку регіонів УЄФА потрапляли кращі українські аматорські клуби Асоціації аматорського футболу України, які, як правило, вигравали чемпіонат України з футболу серед аматорів. У 2015 році Федерація футболу України організувала окремий турнір для представницьких футбольних команд регіонів. Новий турнір не є частиною національної футбольної аматорської асоціації (ААФУ).

## Фінали
| Рік     | Команди                                                       | Місце проведення                                              | Переможець                                                    | Фінальний рахунок                                             | Друге місце                                                   |
| ------- | ------------------------------------------------------------- | ------------------------------------------------------------- | ------------------------------------------------------------- | ------------------------------------------------------------- | ------------------------------------------------------------- |
| 2015–16 | 25                                                            | Стадіон Колос, Бориспіль                                      | Кіровоград                                                    | 2 – 0                                                         | Львів                                                         |
| 2018    | 26                                                            | НТК імені Віктора Баннікова, Київ                             | Львів                                                         | 2 – 1                                                         | Суми                                                          |
| 2020    | Ніколи не анонсувався публічно, вважається, що його скасовано | Ніколи не анонсувався публічно, вважається, що його скасовано | Ніколи не анонсувався публічно, вважається, що його скасовано | Ніколи не анонсувався публічно, вважається, що його скасовано | Ніколи не анонсувався публічно, вважається, що його скасовано |
| 2022    | 10                                                            | НТК імені Віктора Баннікова, Київ                             | Івано-Франківськ                                              | 3 – 2 дч                                                      | Львів                                                         |

## Результати за командами
| Клуб                      | Перемоги | Друге місце | Роки, у яких здобули перемогу |
| ------------------------- | -------- | ----------- | ----------------------------- |
| Львів                     | 1        | 2           | 2018                          |
| Кіровоградська область    | 1        | 0           | 2015–16                       |
| Івано-Франківська область | 1        | 0           | 2022                          |
| Сумська область           | 0        | 1           |                               |

## Кубок регіонів УЄФА

### Попередні команди
- 1999 — УФЕІ[6] Київ (Український фінансово-економічний інститут)
- 2001 — Дністер Овідіополь (чемпіон 1999 року)
- 2003 — Південьсталь (Єнакієве) (володар Кубка 2001 року)
- 2005 — КЗЕЗО Каховка (чемпіон 2004 року)
- 2007 — Іван (Одеса) (чемпіон 2005 року)
- 2009 — Бастіон Іллічівськ (чемпіон 2007 року), фактично був Бастіон-2 Іллічівськ, оскільки перша команда грала на професійному рівні
- 2011 — Єдність-2 (Плиски) (чемпіон 2009 року), перша команда ФК Єдність (Плиски) на той час виступала на професійному рівні
- 2013 — Нове Життя - Путрівка (чемпіон 2011 року), об'єднана команда обох фіналістів, які представляють два різні регіони[7]
- 2015 — АФ-П'ятихатська Володимирівка (володар Кубка 2014 року)

### Переможці Кубку регіонів ФФУ
- 2017 — Кіровоградська область (Інгулець-2)[8]
- 2019 — Львівська область
- 2021 — відсутній
- 2023 — Івано-Франківська область

### Регіони в Європі
| Команда                   | Турне | Клуби, команди                                           |
| ------------------------- | ----- | -------------------------------------------------------- |
| Одеська область           | 3     | Дністер (Овідіополь), Іван (Одеса), Бастіон (Іллічівськ) |
| Кіровоградська область    | 2     | Інгулець Петрове (АФ-П'ятихатська)                       |
| Київська область          | 2*    | Українська аматорська команда, Нове-Життя/Путрівка       |
| Донецька область          | 1     | Південьсталь (Єнакієве)                                  |
| Херсонська область        | 1     | Каховка-КЗЕЗО                                            |
| Чернігівська область      | 1     | Єдність (Плиски)                                         |
| Полтавська область        | 1*    | Нове-Життя/Путрівка                                      |
| Львівська область         | 1     | Аматорська команда                                       |
| Івано-Франківська область | 1     | Аматорська команда                                       |

* — спільне представництво